# Histoire de rire (Salacrou)
Pour les articles homonymes, voir Histoire de rire.
Histoire de rire est une pièce d'Armand Salacrou, une farce dramatique en trois actes, créée le 22 décembre 1939 au théâtre de la Madeleine à Paris. 
La pièce a été diffusée pour la première fois à la télévision le 16 novembre 1982 sur TF1, dans le cadre de Au théâtre ce soir.

## Argument
Deux amis d'enfance inséparables, l'homme d'affaires Gérard Barbier et le publicitaire Jean-Louis Deshayes, voient leur vie intime bouleversée : le premier est quitté par son épouse Adé(laïde), qui s'enfuit avec son amant Achille Bellorson ; le second se met en ménage avec sa maîtresse Hélène, qui vient de quitter son mari Jules Donaldo, un industriel plus âgé qu'elle de 20 ans. Les mois passent… Hélène présente à Gérard une femme divorcée, Nicole, dite Coco, pour lui faire oublier Adé, mais en vain. Achille débarque chez Gérard, porteur d'un message d'Adé, qui demande, et obtient son pardon. Arrive ensuite Jules Donaldo, venu semer le doute dans l'esprit de Jean-Louis sur la sincérité de sa maîtresse. Apprenant qu'Adé a repris sa vie conjugale avec Gérard, Achille se suicide par balle. Déboussolé par toutes ces péripéties, Jean-Louis rompt avec Hélène, qui retourne auprès de son mari.

## Citations
« Je chemine toujours le long d'une ligne droite ; naturellement, quelquefois je change de ligne droite. »

« Nous sommes beaucoup plus malheureux dans le malheur qu'heureux dans le bonheur. »

## Propos d'Armand Salacrou
« La pièce eut un gros succès. Peut-être avant tout un succès d’acteurs. En effet, grâce à la guerre qui désorganisait les studios, on m’avait offert une distribution de vedettes de cinéma. C’est à peine si l’exode parvint à interrompre quelques semaines les représentations. »

— Armand Salacrou

## Éditions
- Histoire de rire, première édition in Les Œuvres libres, n°224, mars 1940
- Histoire de rire, collection Folio, Gallimard, 1973  (ISBN 2070363228)

## Adaptation
- Histoire de rire, film de Marcel L'Herbier sorti en 1941

## Histoire de riresurAu théâtre ce soir
Fiche technique
- Auteur : Armand Salacrou
- Mise en scène : Jean-Laurent Cochet
- Réalisation : Pierre Sabbagh
- Décors : Roger Harth
- Costumes : Donald Cardwell
- Directeur de la photographie : Lucien Billard
- Enregistrement : 27 février 1982 au théâtre Marigny

Distribution
- Jean-Pierre Bacri : Gérard Barbier
- Danièle Évenou : Adé Barbier, dite Adé
- Jean-Pierre Bouvier : Jean-Louis Deshayes
- Michèle André : Hélène Donaldo
- Jean-Laurent Cochet : Jules Donaldo
- Patrick Rollin : Achille Bellorson
- Aude Loring : Nicole, dite Coco